# Lliri de Sant Bru

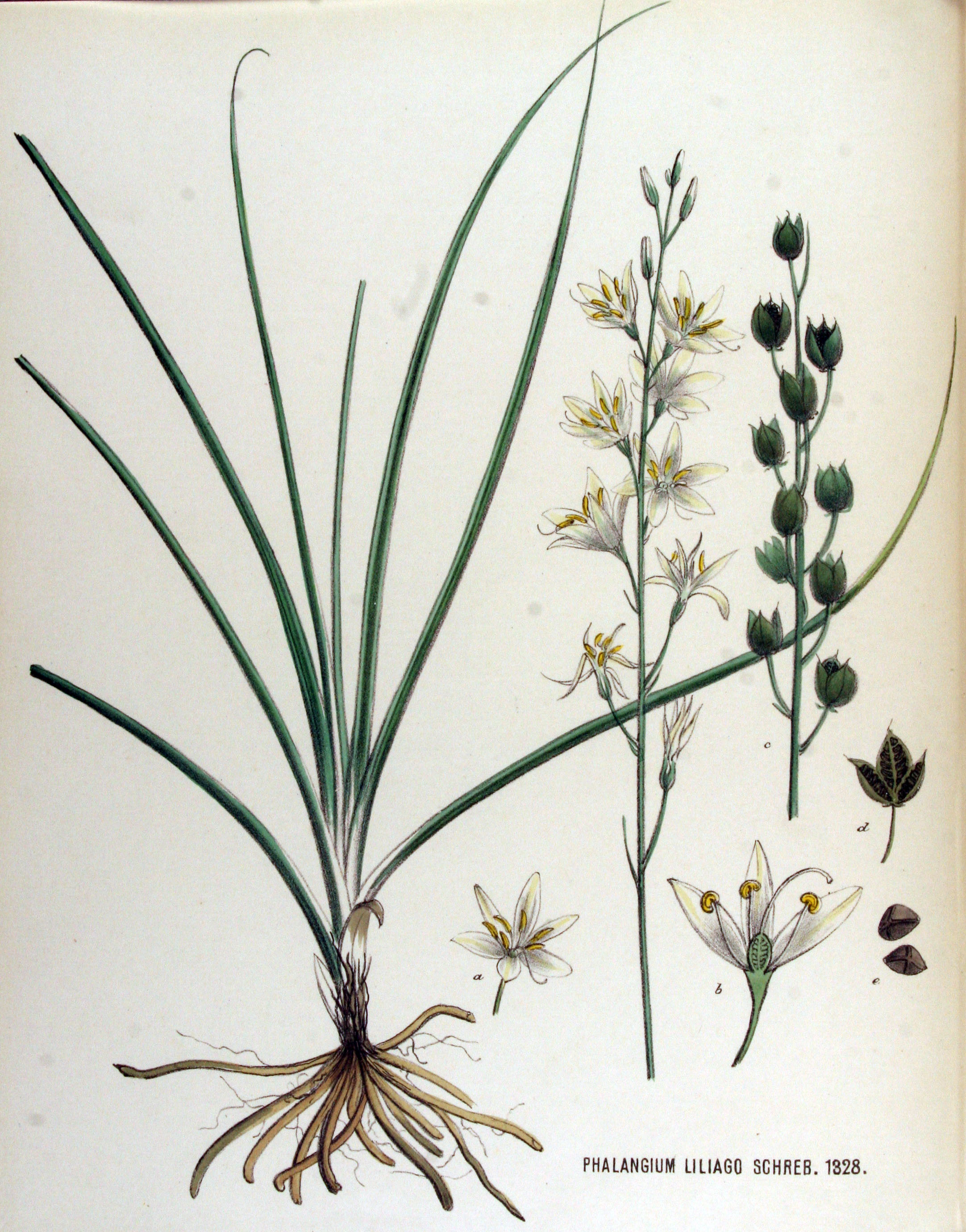
Il·lustració

El lliri de Sant Bru o lliri de bosc (Anthericum liliago), és una espècie de planta amb flors de la família de les asparagàcies que es distribueix per Europa i Turquia.
Addicionalment pot rebre el nom de lliri de França.

## Descripció
És una planta herbàcia que destaca pel seu raïm poc ramós de flors blanques i que no arriba a més de metre i mig d'alçada. Les flors són vistoses i atractives gràcies als seus 6 pètals blancs llargs i estrets semblant a la forma radial de la flor de lis. Les fulles són planes, també llargues i estretes. Sovint són poc més curtes que la tija.
És una espècie pròpia dels prats montans, matollars i boscs clars. És rar a la comarca del Bages, on es troba només en alguns prats d'altitud, especialment en els de l'àrea de Mura.
Cal distingir entre Anthericum liliago i la porrassa o vara de sant Josep (Asphodelus cerasiferus), una espècie propera amb qui comparteix família, color, estructura de la flor i àrea de distribució en el PN de Sant Llorenç del Munt i l'Obac. La porrassa és una planta d'aspecte més robust, amb una inflorescència més densa i coberta de flors, però aquestes són de menor mida, els tèpals de les quals mostren una línia medial ben perfilada de color taronja fosc, mentre que els tèpals d'Anthericum liliago són de color blanc pur o quasi verd a les puntes.